# James Marion Sims

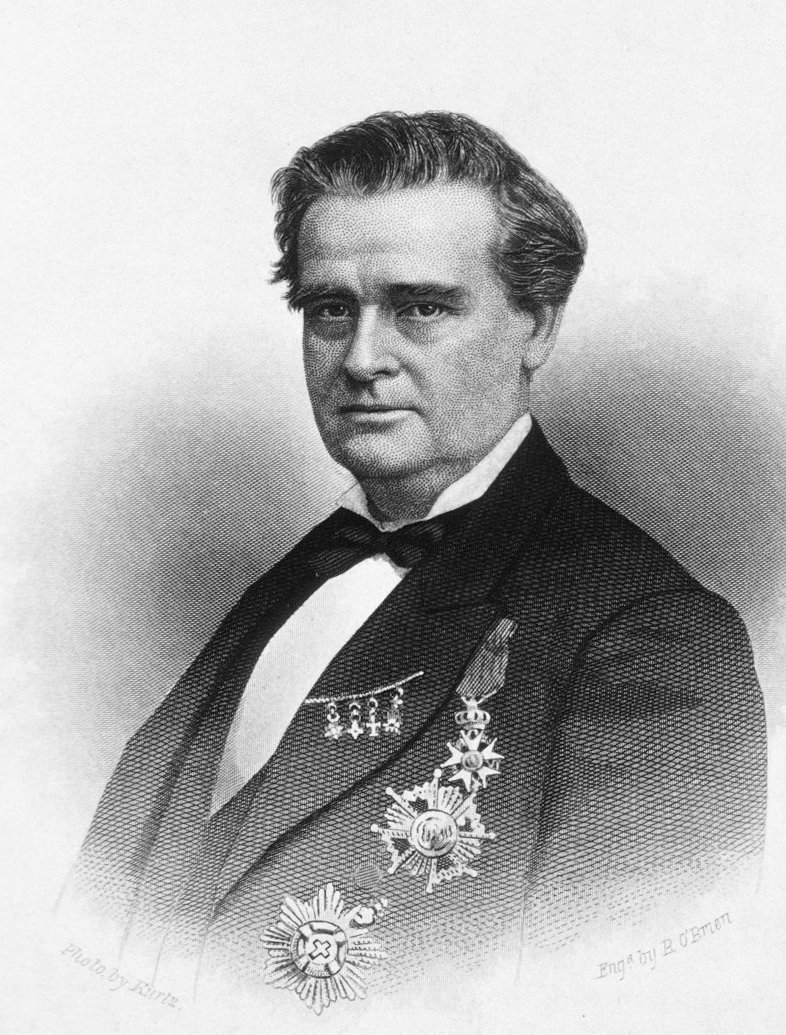
James Marion Sims

James Marion Sims (* 25. Januar 1813; † 13. November 1883) war ein amerikanischer Arzt und Chirurg, der sowohl als „Vater der modernen Gynäkologie“ als auch als medizinethisch umstrittene Figur für die ethischen Fragen bei der Entwicklung seiner Techniken bekannt ist.

## Wirken
Sims entwickelte eine chirurgische Technik zur Korrektur einer vesikovaginalen Fistel, einer schweren Komplikation bei einer Geburt. Von 1852 bis 1854 publizierte er mit Gustav Simon darüber. Er ist auch für die Erfindung des Sims-Spekulums, des Sims-Sigmoid-Katheters und der Sims-Position bekannt.
Von 1876 bis 1877 war er Präsident der American Medical Association.
Sims verbesserte seine chirurgischen Techniken, indem er ohne Narkose an Sklavinnen in den USA experimentierte und operierte. Im 20. Jahrhundert wurde dies als unsachgemäßer Umgang mit menschlichen Versuchspersonen verurteilt und Sims wurde beschrieben als „ein Paradebeispiel für den Fortschritt in der Medizin, der auf Kosten einer verletzlichen Bevölkerung gemacht wurde“.
Der Medizinethiker Barron H. Lerner schrieb 2003, es sei schwer, „eine umstrittenere Figur in der Geschichte der Medizin zu finden.“
1894 wurde im Bryant Park in Manhattan (New York City) eine Bronzestatue aufgestellt, die Sims im Chirurgenkittel zeigt. Es war die erste Statue, die zu Ehren eines Arztes aufgestellt wurde.
Sie wurde in den 1920er Jahren bei Bauarbeiten für die New York City Subway entfernt und 1934 an der nordöstlichen Ecke des Central Park, an der 103rd Street, wieder aufgestellt (gegenüber der New York Academy of Medicine).
Nach rechtsextremen Demonstrationen in Charlottesville im August 2017 wurden vielerorts in den USA Statuen in Frage gestellt.
Sims' Statue wurde mit RACIST beschriftet und die Augen wurden rot gefärbt.
Im April 2018 votierte die New York City Public Design Commission einstimmig dafür, die Statue zu entfernen und sie (auf einem kleineren Sockel) auf dem Green-Wood Cemetery in der Nähe seines Grabes aufzustellen.
Sims gilt als Vorbild für Joyce Carol Oates’ Roman „Der Schlächter“.

## Schriften (Auswahl)
- Remarks on cholecystotomy in dropsy of the gall-bladder. In: British Medical Journal. Band 1, 1878, S. 811 ff.